# Comuna Novoprokopivka, Tokmak
Novoprokopivka (în ucraineană Новопрокопівка) este o comună în raionul Tokmak, regiunea Zaporijjea, Ucraina, formată din satele Ilcenkove, Novoprokopivka (reședința), Robotîne și Solodka Balka.

## Demografie
Componența lingvistică a comunei Novoprokopivka
     Ucraineană (92,26%)
     Rusă (6,73%)
     Alte limbi (0,76%)
Conform recensământului din 2001, majoritatea populației comunei Novoprokopivka era vorbitoare de ucraineană (92,26%), existând în minoritate și vorbitori de rusă (6,73%).